# Inoússes
Les îles Inoússes (en grec moderne : Οινούσσες, « les vineuses »), également nommées Egnoússa (Αιγνούσα ou Εγνούσα), sont un archipel comprenant une grande île et huit petites îles. Elles sont situées à 2 km de la côte nord-est de l'île de Chios et à 8 km de l'ouest de la Turquie. Sur le plan administratif, les îles forment un dème (municipalité) appartenant au district régional de Chios de la périphérie d'Égée-Septentrionale. La ville principale est également appelée Inousses.
Parmi les 1 050 habitants de l'île, 999 habitent le district communal d'Inoússes, où un monastère a récemment été construit. La ville est centrée autour d'une place et un petit port ; elle comprend une école, plusieurs églises, une école navale et un musée maritime. Les autres hameaux habités sont Kástron (32 hab.) et Aspalathrókampos (19 hab.).